# Maiden Japan
Maiden Japan, taky známé jako Heavy Metal Army, je živé EP britské heavymetalové skupiny Iron Maiden. Je to poslední živé vystoupení zpěváka Paula Di'Anno v kapele.(britské a americké vydání)

## Seznam skladeb
1. "Running Free"
2. "Remember Tomorrow"
3. "Wrathchild" (britské, americké, kanadské, australské, novozélandské, argentinské a brazilské vydání)
4. "Killers"
5. "Innocent Exile"

## Sestava
- Paul Di'Anno – zpěv
- Dave Murray – kytara
- Adrian Smith – kytara, zpěv
- Steve Harris – baskytara, zpěv
- Clive Burr – bicí